# Col Robinson
Le col Robinson, en anglais Robinson Pass (également connu sous le nom de Ruiterbosch Pass), est un col de montagne routier dans la province du Cap-Occidental en Afrique du Sud. Il relie par les monts Outeniqua la ville d'Oudtshoorn (au nord, région du Petit Karoo) et la ville côtière de Mossel Bay (au sud). La route du col fut construite de 1867 à 1869 par Thomas Charles John Bain.
Les monts Outeniqua sont également traversés par le col Outeniqua et le col Montagu.

## Source
- (en) Graham Ross, The Romance of Cape Mountain Passes, Le Cap, David Philip, 2002  (ISBN 978-0-86486-663-9), p. 224